# Roberto Abusada
Roberto Abusada Salah (Arequipa, 16 de mayo de 1946-Lima, 30 de julio de 2021) fue un economista peruano reconocido por sus aportes académicos en la lucha contra la hiperinflación en la década de 1990.

## Biografía
Estudió Economía en la Pontificia Universidad Católica del Perú. Obtuvo un PhD en Economía en la Universidad Cornell.
Entre 1975 y 1980 trabajó como consultor en el Banco Mundial. También ha sido consultor de la Agencia de los Estados Unidos para el Desarrollo Internacional y de la Organización de las Naciones Unidas para el Desarrollo Industrial.
En 1980 fue designado como Viceministro de Comercio por el presidente Fernando Belaúnde Terry, cargo que ocupó hasta 1981. 
En 1981 fue designado como Viceministro de Economía bajo la gestión de Manuel Ulloa Elías, permaneció en el cargo hasta 1982. También fue miembro del Directorio del Banco Central de Reserva del Perú.
Se desempeñó como asesor del Ministro de Economía en 1983.
En enero de 1993 fue nombrado como asesor del Ministerio de Economía y Finanzas, bajo la gestión de Jorge Camet Dickmann. Como asesor fue miembro de la Comisión de Promoción de la Inversión Privada (COPRI) para el proceso de privatizaciones. Renunció al cargo en octubre del mismo año. Regresó al Ministerio de Economía y Finanzas de 1998 a 1999, bajo la gestión de Jorge Baca Campodónico.
Fue director de Aeroperú luego de que fuera adquirido por Aeroméxico.
Fue director fundador del Instituto Peruano de Economía.
Se ha desempeñado como director en las empresas Digital Equipment Corp (1984) Tecnología en Información Comercial - TICOM S.A. (1985). Actualmente es director de Graña y Montero, de Mauricio Hochschild y Cía y de Unión Andina de Cementos (UNACEM).
En el aspecto académico, se ha desempeñado como docente en la Pontificia Universidad Católica del Perú, en la cual fue director del programa de Postgrado. También enseñó en la Universidad del Pacífico, la Escuela de Negocios ESAN y la Universidad de Boston.

## Publicaciones
- Propiedad Social: algunas consideraciones económicas (1973)
- Políticas de Industrialización en el Perú, 1970–76 (1977)
- Reformas Estructurales y Crisis Económica en el Sector Industrial Peruano (1979)
- La reforma incompleta: rescatando los noventa (2000) con Fritz Du Bois Freund, José Valderrama y Eduardo Morón
- Integrando el Perú al Mundo (2001) con Javier Illescas y Sara Taboada
- El futuro esquivo. La economía peruana de 2013 al 2020 (2021)

## Reconocimientos
- Premio Manuel J. Bustamante de la Fuente (2017)[4]

| Predecesor: Sergio Málaga Butrón | Viceministro de Economía 1981-1982 | Sucesor: - |